# Olive Carey
Olive Carey — Olive Fuller Golden de son nom de naissance — est une actrice américaine de music-hall et de cinéma, née le 31 janvier 1896 à New York et morte le 13 mars 1988 à Carpinteria en Californie.
Elle est la fille de George Fuller Golden, qui fut populaire dans le music-hall au début du XXe siècle. Elle se maria en 1920 avec l'acteur Harry Carey. Ils eurent deux enfants : Harry Carey Jr. et Ella Carey.

## Filmographie (partielle)
- 1912 : The Vintage of Fate de Lem B. Parker
- 1914 : Tess au pays des tempêtes (Tess of the Storm Country) d'Edwin S. Porter
- 1915 : To Redeem an Oath de Frank Lloyd
- 1915 : When the Spider Tore Loose de Frank Lloyd
- 1915 : Nature's Triumph de Frank Lloyd
- 1915 : Little Mr. Fixer de Frank Lloyd
- 1915 : The Source of Happiness de Frank Lloyd
- 1915 : In the Grasp of the Law de Frank Lloyd
- 1915 : Dr. Mason's Temptation de Frank Lloyd
- 1931 : Trader Horn de W. S. Van Dyke
- 1931 : The Vanishing Legion de Ford Beebe et B. Reeves Eason
- 1932 : Border Devils de William Nigh
- 1952 : Face to Face de John Brahm et Bretaigne Windust
- 1953 : Commérages (Affair with a Stranger) de Roy Rowland
- 1954 : Sur la trace du crime (Rogue Cop) de Roy Rowland
- 1955 : La Peur au ventre (I Died a Thousand Times) de Stuart Heisler
- 1956 : La Prisonnière du désert (The Searchers) de John Ford
- 1956 : Les Piliers du ciel (Pillars of the Sky) de George Marshall
- 1957 : Le Jugement des flèches (Run of the Arrow) de Samuel Fuller
- 1957 : Le Survivant des monts lointains (Night Passage) de James Neilson
- 1957 : Règlements de comptes à O.K. Corral (Gunfight at the O.K. Corral) de John Sturges
- 1960 : Alamo (The Alamo) de John Wayne
- 1961 : Les Deux Cavaliers (Two Rode Together) de John Ford